# NGC 3104
NGC 3104 هو اصطدام مجري، يقع في كوكبة الأسد الأصغر. اكتشف في 18 مارس 1787 . وقد اكتشفه ويليام هيرشل .

## روابط خارجية
- NGC 3104 على موقع ويكي سكاي: DSS2, SDSS, GALEX, IRAS, Hydrogen α, X-Ray, Astrophoto, Sky Map, Articles and images